# 李鍾奭
李 鍾奭（イ・ジョンソク、1958年5月11日 - ）は、韓国の政治家、学者。統一部長官を務めた。

## 略歴
1958年に京畿道楊州郡（現・南楊州市）に生まれる。龍山高等学校を経て、成均館大学校行政学科に入り、学生運動に身を投じる。80年代学生運動の指導者として、幾度も逮捕された経験がある。
大学を卒業すると、そのまま成均館大学校大学院政治外交学科へと進み、そこで朝鮮民主主義人民共和国（北朝鮮）に親しみを持つ。定型化された北朝鮮論を改め、北朝鮮のありのままを知ろうと言う「独立門研究会」の一員として主体思想や金日成や北朝鮮の革命史等を学び、『北韓指導集団の抗日武装闘争の歴史的経験についての研究』や『朝鮮労働党の指導思想と構造変化に関する研究』等を著した。
1994年に世宗研究所に入ると、さらに専門的に北朝鮮の政治と南北関係を研究し、この頃から対北宥和政策をメディアで本格的に主張するようになり、1995年には統一院の政策諮問委員となった。2000年には『現代北朝鮮の理解』を発表している。金大中政権が誕生すると、韓国政府が採用している太陽政策を強く支持したことから韓国政府に起用されるようになり、2000年の南北首脳会談では金大統領に同行して平壌を訪れた。その後、盧武鉉によって国家安全保障会議（NSC）事務次長に任命された。2006年2月には統一部長官に任命されており、対北朝鮮政策を取り仕切る立場に立っていたが、2006年10月に行われた北朝鮮の核実験及び、その後の国連安全保障理事会の全会一致の採択による対北朝鮮経済制裁に直面し、太陽政策の破綻が明らかになってきたため、職を辞することになった。
2025年6月4日、李在明大統領により国家情報院長に指名された。2025年6月23日、国会情報委員会は人事聴聞報告書を採択した。

## 主張・発言
李の政治思想は、米韓関係と南北関係を韓国の2軸と規定し、それが敵対的であることは韓国にとって望ましくないとし、2軸を分離させるのではなく政権内側からのアプローチにより軸を調節･管理し、最終的に米韓関係と南北関係を等しい関係として軸を同一にすべきと説く、北朝鮮への宥和政策である。その実現のために、南北の活発な交流を行い、相互の政府内の構造を把握し、政府間相互の親和性を高めなければならないとする。さらに、それを実現するためには北朝鮮にただ闇雲に体制変化を求めるだけではなく、韓国政府内部の構造変化も必要であるとして、旧来の保守･革新のイデオロギー対立からの決別、反共的な法令の改廃、北朝鮮と対立的であった諸々の変革及び過去史の清算を唱えている。アメリカ合衆国および日本に対しては、外形的なものにこだわってむやみに不協和音を生じさせているとし、それが韓国の国益を損なっているとして、きわめて厳しい論調をとっている。
日本の拉致被害者を巡る議論において、70年代に新潟県で拉致された中学生の父親が韓国を訪れた際には「（父親と）会う必要はない。」「一体何しに来るのか?」と冷淡な言葉を述べ、さらに「金総書記は拉致を告白するという歩み寄りを見せたが、日本はこの譲歩を過小評価している」と国際世論とかけ離れた言葉を述べた。2006年7月の北朝鮮によるミサイル発射後には、直ちに経済制裁発動を発表した日本の対応を厳しく批判し、さらにこの原因がアメリカ合衆国の誤った外交政策に起因していると述べて与野党双方から大きな批判を浴びた。米政府高官は2006年9月に盧大統領が訪米した際、「韓国が北朝鮮のミサイル発射時に北朝鮮を非難するのでなく日本を真っ先に批判したのは理解しがたい」と発言している。
和田春樹と深い関係にあることが度々報道されており、和田の朝鮮戦争史観の影響を受けている。和田と李の関係について国家情報院は、「李は九二年、和田の著作『金日成と満州抗日戦争』を翻訳している。また、『北韓の住居移転、旅行の自由の制限は、社会主義の特性であり、南北軍事対立のもとで選択せざるを得なかった防衛的措置だ』『金正日はオーケストラの演奏中、ある演奏者の半音の間違いまで聞き分けるほど音楽に造詣が深い』など、数多くの北賛美の発言をしてもいます」「徐（注：徐東晩国家情報院室長）、李を中心とするグループが北主導の統一憲法草案を準備しているが、和田が知恵をつけているのではないか」として「和田黒幕説」を指摘している。
2018年2月に、北朝鮮が平昌五輪開幕式前日の8日に軍事パレードを行うことを予告したことについて、「金正恩が正常国家へと進む一連の過程の中で行うもの」「日を移動させた背景には実用主義的なスタイルが働いている」と発言し、自由韓国党の申普羅韓国国会議員から「北朝鮮報道官も顔負けの金正恩称賛」「民主党の重鎮に続いて文在寅大統領のメンターであるという丁世鉉、李鍾奭元統一部長官までもが北朝鮮報道官を自任して国に恥をかかせている」「この政権には北朝鮮報道官がなぜこんなにも多いのか」「同盟国・米国の副大統領（マイク・ペンス）と隣国の首相（安倍晋三）に対して侮辱的な言動をはばからない一方で北朝鮮の肩を持つ様子にはただあきれる」と批判されている。